# U-255 (tàu ngầm Đức)
U-255 là một tàu ngầm tấn công  Lớp Type VII thuộc phân lớp Type VIIC được Hải quân Đức Quốc Xã chế tạo trong Chiến tranh Thế giới thứ hai. Nhập biên chế năm 1941, U-255 là một trong số tàu U-boat hoạt động thành công nhất tại vùng biển Bắc Cực, khi đã thực hiện được tổng cộng mười lăm chuyến tuần tra, đánh chìm mười tàu buôn với tổng tải trọng 47.640 GRT cùng chiếc tàu hộ tống khu trục USS Leopold (1.200 tấn), đồng thời gây tổn thất toàn bộ cho một tàu buôn khác tải trọng 7.191 GRT. U-255 sống sót qua cuộc chiến tranh và đầu hàng lực lượng Đồng Minh tại Loch Eriboll Scotland ngày 17 tháng 5, 1945, và bị đánh chìm trong khuôn khổ Chiến dịch Deadlight vào ngày 13 tháng 12, 1945.

## Thiết kế và chế tạo

### Thiết kế

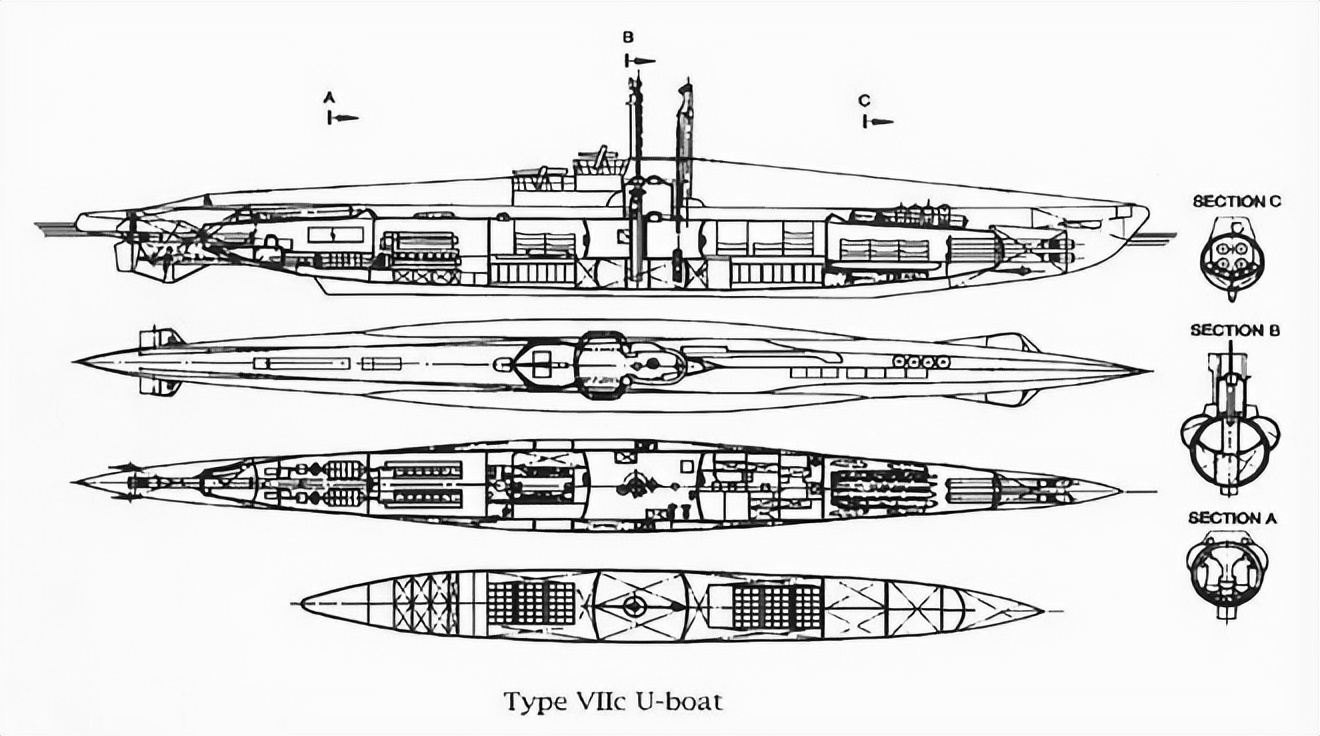
Sơ đồ các mặt cắt một tàu ngầm Type VIIC

Phân lớp VIIC của Tàu ngầm Type VII là một phiên bản VIIB được kéo dài thêm. Chúng có trọng lượng choán nước 769 t (757 tấn Anh) khi nổi và 871 t (857 tấn Anh) khi lặn). Con tàu có chiều dài chung 67,10 m (220 ft 2 in), lớp vỏ trong chịu áp lực dài 50,50 m (165 ft 8 in), mạn tàu rộng 6,20 m (20 ft 4 in), chiều cao 9,60 m (31 ft 6 in) và mớn nước 4,74 m (15 ft 7 in).
Chúng trang bị hai động cơ diesel Germaniawerft F46 siêu tăng áp 6-xy lanh 4 thì, tổng công suất 2.800–3.200 PS (2.100–2.400 kW; 2.800–3.200 bhp), dẫn động hai trục chân vịt đường kính 1,23 m (4,0 ft), cho phép đạt tốc độ tối đa 17,7 kn (32,8 km/h), và tầm hoạt động tối đa 8.500 nmi (15.700 km) khi đi tốc độ đường trường 10 kn (19 km/h). Khi đi ngầm dưới nước, chúng sử dụng hai động cơ/máy phát điện AEG GU 460/8–27 tổng công suất 750 PS (550 kW; 740 shp). Tốc độ tối đa khi lặn là 7,6 kn (14,1 km/h), và tầm hoạt động 80 nmi (150 km) ở tốc độ 4 kn (7,4 km/h). Con tàu có khả năng lặn sâu đến 230 m (750 ft).
Vũ khí trang bị có năm ống phóng ngư lôi 53,3 cm (21 in), bao gồm bốn ống trước mũi và một ống phía đuôi, và mang theo tổng cộng 14 quả ngư lôi, hoặc tối đa 22 quả thủy lôi TMA, hoặc 33 quả TMB. Tàu ngầm Type VIIC bố trí một hải pháo 8,8 cm SK C/35 cùng một pháo phòng không 2 cm (0,79 in) trên boong tàu. Thủy thủ đoàn bao gồm 4 sĩ quan và 40-56 thủy thủ.

### Chế tạo
U-255 được đặt hàng vào ngày 23 tháng 9, 1939, và được đặt lườn tại xưởng tàu của hãng Bremer-Vulkan-Vegesacker Werft ở Bremen vào ngày 21 tháng 12, 1940. Nó được hạ thủy vào ngày 8 tháng 10, 1941, và nhập biên chế cùng Hải quân Đức Quốc Xã vào ngày 29 tháng 11, 1941 dưới quyền chỉ huy của Hạm trưởng, Đại úy Hải quân Reinhart Reche.

## Lịch sử hoạt động

### 1942
Sau khi hoàn thành việc chạy thử máy và huấn luyện trong thành phần Chi hạm đội U-boat 8 đặt căn cứ tại Königsberg (nay là Kaliningrad thuộc Liên bang Nga) trong biển Baltic, U-255 được điều sang Chi hạm đội U-boat 11 từ ngày 1 tháng 7, 1942 để hoạt động trên tuyến đầu.

#### Chuyến tuần tra thứ nhất
Sau khi chuyển căn cứ hoạt động từ Kiel đến Narvik, Na Uy vào giữa tháng 6, U-255 khởi hành từ cảng này vào ngày 23 tháng 6 cho chuyến tuần tra đầu tiên chiến tranh trong biển Na Uy và biển Barents. Vào ngày 6 tháng 7, nó phóng bốn quả ngư lôi tấn công tàu Liberty Hoa Kỳ John Witherspoon 7.191 GRT, vốn đã phân tán khỏi Đoàn tàu PQ 17 hai ngày trước đó. Sau khi John Witherspoon vỡ làm đôi và đắm ở vị trí khoảng 20 mi (32 km) ngoài khơi quần đảo Novaya Zemlya, tại tọa độ 72°05′B 48°30′Đ / 72,083°B 48,5°Đ, chiếc tàu ngầm đã trồi lên mặt nước thẩm vấn những thủy thủ sống sót, cung cấp nước và thực phẩm và chỉ đường cho họ trước khi bỏ đi.
Sang ngày hôm sau 7 tháng 7, U-255 tiếp tục tấn công một chiếc khác cũng bị phân tán khỏi Đoàn tàu PQ 17, Alcoa Ranger 5.116 GRT. Chiếc tàu buôn Hoa Kỳ bị đánh chìm bởi một quả ngư lôi và 60 quả đạn pháo tại tọa độ 71°28′B 49°35′Đ / 71,467°B 49,583°Đ. Đến sáng sớm ngày 8 tháng 7, U-255 lại bắt gặp một tàu buôn Hoa Kỳ cùng khác bị phân tán khỏi Đoàn tàu PQ 17, Olopana 5.116 GRT. Một quả ngư lôi cùng 20 phát đạn pháo đã đánh chìm mục tiêu trong vòng 20 phút tại tọa độ 72°10′B 51°00′Đ / 72,167°B 51°Đ.
Đến ngày 13 tháng 7, U-255 phát hiện chiếc tàu buôn Hà Lan Paulus Potter 7.168 GRT đã bị thủy thủ đoàn bỏ lại và đang trôi nổi. Paulus Potter, bị hư hại sau khi bị máy bay ném bom Junkers Ju 88 tấn công ở vị trí về phía Đông Bắc đảo Bear, Na Uy vào ngày 5 tháng 7, sau khi Đoàn tàu PQ 17 được lệnh phân tán. Một sĩ quan và hai thủy thủ của U-255 đã đổ bộ sang Paulus Potter, tìm thấy những vật dụng hữu ích cùng tài liệu mật trước khi kết liễu mục tiêu bằng một quả ngư lôi tại tọa độ 75°57′B 40°10′Đ / 75,95°B 40,167°Đ. U-255 kết thúc chuyến tuần tra và quay trở về Narvik vào ngày 15 tháng 7.

#### Chuyến tuần tra thứ hai
U-255 di chuyển từ Narvik đến cảng Bergen vào giữa tháng 7, nó xuất phát từ đây vào ngày 4 tháng 8 cho chuyến tuần tra thứ hai. Chiếc tàu ngầm đã xâm nhập sâu vào lãnh thổ Liên Xô, hoạt động trong biển Barents về phía Bắc quần đảo Novaya Zemlya, nhưng không đánh chìm được mục tiêu nào, cho dù nó đã bắn phá hai trạm vô tuyến Liên Xô trong khuôn khổ Chiến dịch Wunderland. U-255 kết thúc chuyến tuần tra tại Neidenfjord ở vùng biên giới Na Uy-Phần Lan vào ngày 9 tháng 9.

#### Chuyến tuần tra thứ ba
U-255 khởi hành từ Neidenfjord vào ngày 13 tháng 9 cho chuyến tuần tra thứ ba để hoạt động trong biển Barents, nhưng không có kết quả, nên chuyển sang vùng biển Greenland. Tại đây vào ngày 20 tháng 9, nó tấn công chiếc tàu buôn Hoa Kỳ Silver Sword 4.937 GRT, vốn đang vận chuyển 5.000 tấn quặng chrom từ Arkhangelsk đến thành phố New York. Silver Sword trúng hai quả ngư lôi và bị hư hại nặng trước khi bị tàu khu trục Anh HMS Worcester đánh đắm bằng hải pháo. Ba ngày sau đó, 23 tháng 9, chiếc tàu ngầm bị một thủy phi cơ tuần tra PBY Catalina thuộc Liên đội 210 Không quân Hoàng gia Anh tấn công ở vị trí về phía Nam đảo Jan Mayen. Bị hư hại nặng bởi hai quả mìn sâu ném xuống, U-255 buộc phải kết thúc chuyến tuần tra và quay về cảng Bergen vào ngày 25 tháng 9.
U-255 rời Bergen vào ngày 29 tháng 9 để quay trở về Đức, đi đến Kiel vào ngày 3 tháng 10. Tại đây chiếc tàu ngầm được trang bị ống hơi nhẳm cải thiện hiệu năng đi ngầm dưới nước.

### 1943

#### Chuyến tuần tra thứ tư
Rời Kiel vào ngày 7 tháng 1, 1943, U-255 đi đến Hammerfest ở phía Bắc Na Uy vào ngày 18 tháng 1, rồi xuất phát từ đây vào ngày 23 tháng 1 cho chuyến tuần tra thứ tư. Ba ngày sau đó 26 tháng 1, ở vị trí về phía Tây đảo Bear, nó có thể đã đánh chìm tàu buôn Krasnyj Partizan 2.418 GRT bằng hai quả ngư lôi. Con tàu Liên Xô đã né tránh được sự truy đuổi của tàu ngầm U-625 trước khi bị mất tích, trong khi nhật ký hải trình của U-255 cho biết nó đánh chìm một tàu buôn không rõ nhận dạng, và khi trồi lên mặt nước để thẩm vấn những người sống sót, thủy thủ đoàn của U-255 không hiểu tiếng Nga nên không thể xác nhận lai lịch con tàu. Đến ngày 29 tháng 1, chiếc tàu ngầm lại đánh chìm chiếc tàu buôn Nga Ufa 1.892 GRT ở vị trí về phía Nam đảo Bear. Cả Krasnyj Partizan và Ufa đều đang chở gỗ sang Hoa Kỳ, và toàn bộ thủy thủ đoàn của chiếc tàu buôn đều thiệt mạng.
Đến xế trưa ngày 3 tháng 2, ở vị trí khoảng 600 nmi (1.100 km) về phía Đông Bắc Iceland, U-255 phóng một loạt ngư lôi tấn công Đoàn tàu RA 52 vốn đang trong hành trình từ Murmansk sang New York, và đã đánh trúng tàu buôn Hoa Kỳ Greylock 7.460 GRT. Greylock đã cố gắng né tránh quả ngư lôi, nhưng vẫn bị đánh trúng, thủng một lổ dưới mực nước và nghiêng nặng sang mạn phải; môt tàu hộ tống Anh đã đánh đắm Greylock. U-255 quay trở về Narvik vào ngày 9 tháng 2. 

#### Chuyến tuần tra thứ năm
U-255 khởi hành từ Narvik vào ngày 22 tháng 2 cho chuyến tuần tra thứ năm để tiếp tục hoạt động tại các vùng biển Bắc Cực. Vào ngày 5 tháng 3, nó phóng một loạt ngư lôi tấn công Đoàn tàu RA 53 vốn đang trong hành trình từ Murmansk sang Scotland, và đã đánh trúng các tàu buôn Hoa Kỳ Executive 4.978 GRT đang vận chuyển 1.500 tấn potassium chloride, và tàu Liberty Richard Bland 7.191 GRT đang vận chuyển 4.000 tấn gỗ. 
Executive bị đánh trúng bên mạn phải và bị hư hại phòng động cơ cùng các ngăn lân cận, nhanh chóng bị ngập nước và chìm phía đuôi tàu, và chín thành viên thủy thủ đoàn thiệt mạng. Sau khi 53 người sống sót được di tản trên các xuồng và bè cứu sinh, Executive bị đánh đắm bằng hải pháo từ một tàu khu trục hộ tống một giờ sau đó.
Richard Bland bị đánh trúng một quả ngư lôi vốn không tự kích nổ, nhưng làm thủng một lổ 8 ft (2,4 m) ở cả hai bên mạn tàu; nó cố bám theo đoàn tàu, nhưng dần dần bị rơi lại phía sau. Đến ngày 10 tháng 3, U-255 tìm thấy Richard Bland ở vị trí khoảng 35 nmi (65 km) ngoài khơi Langanes, Iceland, nên phóng thêm hai quả ngư lôi tấn công đánh chìm mục tiêu. U-255 quay trở về Narvik vào ngày 15 tháng 3.

#### Chuyến tuần tra thứ sáu
U-255 xuất phát từ Narvik vào ngày 29 tháng 3 cho chuyến tuần tra tiếp theo trong biển Barents, nhưng không đánh chìm được mục tiêu nào, và quay trở về Bergen vào ngày 29 tháng 4. Đến ngày 1 tháng 6, chiếc tàu ngầm được điều sang Chi hạm đội U-boat 13 đặt căn cứ tại Trondheim, Na Uy.

#### Chuyến tuần tra thứ bảy
Dưới quyền chỉ huy của hạm trưởng mới, Trung úy Hải quân Erich Harms,  U-255 xuất phát từ Bergen vào ngày 9 tháng 7 cho chuyến tuần tra thứ bảy. Nó ghé đến Narvik từ ngày 16 đến ngày 19 tháng 7, rồi tiếp tục chuyến tuần tra sâu trong biển Barents cho đến tận phía Bắc đảo Novaya Zemlya. Tại đây vào ngày 27 tháng 7 nó đã đánh chìm con tàu khảo sát Liên Xô Akademik Shokalskij 411 GRT bằng hải pháo. Sau đó chiếc tàu ngầm tham gia thành lập một căn cứ thủy phi cơ bí mật trên đảo Novaya Zemlya, rồi quay trở về Narvik vào ngày 19 tháng 9. Đến ngày 1 tháng 12, U-255 được điều sang Chi hạm đội U-boat 7 đặt căn cứ tại St. Nazaire bên bờ biển Đại Tây Dương của Pháp.

### 1944

#### Chuyến tuần tra thứ tám
U-255 khởi hành từ Bergen vào ngày 26 tháng 2, 1944 cho chuyến tuần tra thứ tám, và đã băng qua khe GIUK giữa Iceland và Greenland để tiến vào vùng biển Bắc Đại Tây Dương. Vào ngày 10 tháng 3, ở vị trí khoảng 400 nmi (740 km) về phía Nam Iceland, nó bắt gặp với Đoàn tàu CU 16, nhưng bị tàu hộ tống khu trục Hoa Kỳ Leopold phát hiện qua sonar. Leopold tiếp cận mục tiêu, nhưng bị U-255 phóng trúng một quả ngư lôi dò âm G7es và đắm nhiều giờ sau đó; trong tổng số 199 thành viên thủy thủ đoàn của Leopold, chỉ có 28 người sống sót được tàu chị em USS Joyce cứu vớt. U-255 bị các tàu hộ tống khác truy lùng trong suốt ba giờ, nhưng nó thoát được mà không chịu hư hại. 
Vào ngày 11 tháng 4 U-255 đang trên đường quay trở về căn cứ và đang di chuyển trên mặt nước cùng các tàu hộ tống khi nó bị 15 máy bay de Havilland Mosquito của Anh bắt gặp. Đối phương bị các máy bay Junkers Ju 88 của Đức ngăn chặn, và chiếc tàu về đến cảng St. Nazaire chỉ với những hư hại nhẹ.

#### Chuyến tuần tra thứ chín và thứ mười
Sau đó U-255 có hai chuyến tuần tra ngắn trong vịnh Biscay, diễn ra từ ngày 6 đến ngày 9 tháng 5, và từ ngày 6 đến ngày 15 tháng 6, tất cả đều xuất phát và kết thúc tại St. Nazaire.

### 1945
Bị hư hại nặng trong một đợt không kích của máy bay ném bom Đồng Minh xuống cảng St. Nazaire vào tháng 8, 1944, U-255 được cho xuất biên chế vào ngày 1 tháng 9, 1944 để sửa chữa. Sau khi hoàn tất, con tàu được điều trở lại Chi hạm đội U-boat 13 vào ngày 1 tháng 3, 1945 và tái biên chế vào ngày hôm sau 2 tháng 3, dưới quyền chỉ huy của hạm trưởng, Trung úy Hải quân Helmuth Heinrich.

#### Chuyến tuần tra thứ mười một đến mười lăm
U-255 chỉ thực hiện thêm bốn chuyến tuần tra ngắn từ các căn cứ St. Nazaire và La Pallice, La Rochelle trong tháng 4 và đầu tháng 5, chủ yếu làm nhiệm vụ rải thủy lôi. Chiếc tàu ngầm thực hiện chuyến đi cuối cùng trong chiến tranh từ St. Nazaire vào ngày 8 tháng 5 để đi sang Loch Eriboll, Scotland, nơi nó chính thức đầu hàng lực lượng Đồng Minh vào ngày 19 tháng 5.

#### Số phận
Trong khuôn khổ Chiến dịch Deadlight, U-255 được tàu frigate HMS Cubitt kéo ra khơi về phía Tây Nam Ireland, nơi nó bị đánh chìm vào ngày 13 tháng 12 bởi hỏa lực rocket từ máy bay tiêm kích Bristol Beaufighter thuộc Liên đội 254 Không quân Hoàng gia Anh tại tọa độ 51°16′B 13°38′T / 51,267°B 13,633°T.

### "Bầy sói" tham gia
U-255 từng tham gia sáu bầy sói:
- Eisteufel (1 – 12 tháng 7, 1942)
- Nebelkönig (7 – 9 tháng 8, 1942)
- Nordwind (24 tháng 1 - 4 tháng 2, 1943)
- Taifun (2 – 4 tháng 4, 1943)
- Eisbär (4 – 15 tháng 4, 1943)
- Preussen (9 – 22 tháng 3, 1944)

### Tóm tắt chiến công
U-255 đã đánh chìm được mười tàu buôn tổng tải trọng 47.640 GRT và một tàu chiến tải trọng 1.200 tấn, đồng thời gây tổn thất toàn bộ cho một  tàu buôn khác tải trọng 7.191 GRT:
| Ngày             | Tên tàu              | Quốc tịch       | Tải trọng | Số phận          |
| ---------------- | -------------------- | --------------- | --------- | ---------------- |
| 6 tháng 7, 1942  | John Witherspoon     | Hoa Kỳ          | 7.191     | Bị đánh chìm     |
| 7 tháng 7, 1942  | Alcoa Ranger         | Hoa Kỳ          | 5.116     | Bị đánh chìm     |
| 8 tháng 7, 1942  | Olopana              | Hoa Kỳ          | 6.069     | Bị đánh chìm     |
| 13 tháng 7, 1942 | Paulus Potter        | Hà Lan          | 7.168     | Bị đánh chìm     |
| 20 tháng 9, 1942 | Silver Sword         | Hoa Kỳ          | 4.937     | Bị đánh chìm     |
| 26 tháng 1, 1943 | Krasnyj Partizan     | Liên Xô         | 2.418     | Bị đánh chìm     |
| 29 tháng 1, 1943 | Ufa                  | Liên Xô         | 1.892     | Bị đánh chìm     |
| 3 tháng 2, 1943  | Greylock             | Hoa Kỳ          | 7.460     | Bị đánh chìm     |
| 5 tháng 3, 1943  | Executive            | Hoa Kỳ          | 4.978     | Bị đánh chìm     |
| 10 tháng 3, 1943 | Richard Bland        | Hoa Kỳ          | 7.191     | Tổn thất toàn bộ |
| 27 tháng 7, 1943 | Akademik Shokalskij  | Liên Xô         | 411       | Bị đánh chìm     |
| 9 tháng 3, 1944  | USS Leopold (DE-319) | Hải quân Hoa Kỳ | 1.200     | Bị đánh chìm     |